# Horsemeat March

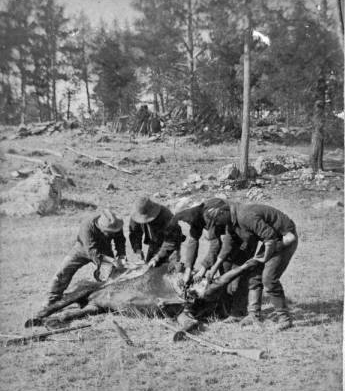
Żołnierze tną mięso martwego konia w czasie marszu

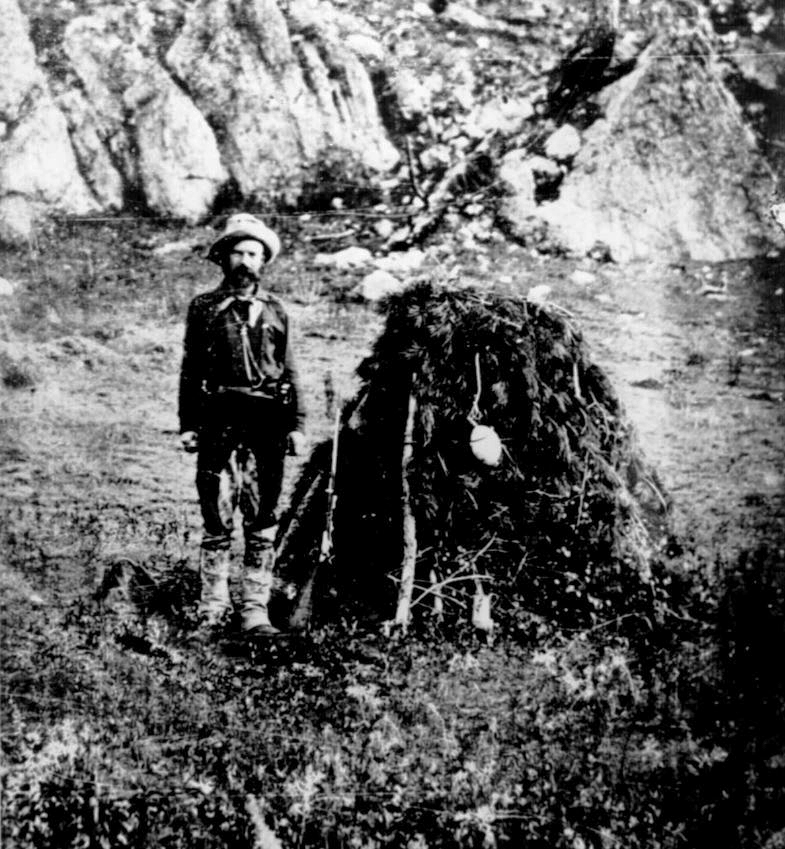
Doktor Valentine McGillycuddy w czasie marszu

Horsemeat March (pol. Marsz końskiego mięsa), znany również jako Starvation March (pol. Marsz głodu) – potoczna nazwa ekspedycji wojskowej generała George’a Crooka w pościgu za ugrupowaniem Indian z plemienia Dakota, którzy wycofywali się w bezpieczne tereny po pokonaniu 7. pułku kawalerii podpułkownika Custera w bitwie nad Little Bighorn.
Generał Crook ruszył w pościg w pierwszych dniach sierpnia 1876, ale Indianie byli na tyle szybcy, że dopadł ich dopiero po miesiącu. We wrześniu, po starciu w miejscu zwanym Slim Buttes, Dakotowie zapalili za sobą trawy w sytuacji, gdy generał kazał – dla szybszego pościgu – zostawić tabory. W rezultacie wojsko nie miało namiotów, zapasów żywności, a konie paszy. Zabrano tylko spore zapasy amunicji. W tej sytuacji żołnierze zabijali dla mięsa swe konie i muły, szczególnie okulałe i chore. Niezwykle wyczerpujący Horsemeat March zakończył się w założonej nieco wcześniej osadzie górniczej (dzisiaj miejscowości Deadwood), gdzie – dzięki poszukiwaczom złota – wojsko z wolna doszło do siebie. Zgodnie z ówczesnymi przekazami, wielu żołnierzy – uczestników marszu – zapadło w jego wyniku na choroby umysłowe.
Generałowi Crookowi nie udało się dogonić Indian, jednak kolejne ofensywne akcje wojsk pułkowników Mackenzie i Millsa w kolejnych miesiącach zmusiły większość Dakotów i Szejenów do poddania się Amerykanom lub wycofania się do Kanady. Lekarzem wojskowym, który brał udział w „głodowym marszu” wojsk generała Crooka i pozostawił swoje wspomnienia, był doktor Valentine McGillycuddy.